# Comitato esecutivo centrale dell'Unione Sovietica
Il Comitato esecutivo centrale dell'URSS (in russo Центральный исполнительный комитет СССР, ЦИК СССР?, Central'nyj ispolnitel'nyj komitet SSSR), abbreviato in CEC dell'URSS (ЦИК СССР, CIK SSSR), era l'organo superiore del potere statale nei periodi tra due sessioni del Congresso dei Soviet dell'URSS.

## Storia
I Comitati esecutivi centrali operavano nelle Repubbliche sovietiche fin da prima della nascita dell'URSS. Tra essi, in particolare, svolgeva un ruolo guida il Comitato esecutivo centrale panrusso, già attivo prima della Rivoluzione d'ottobre nella Repubblica russa, e divenuto organo superiore con il passaggio di tutto il potere ai soviet e la nascita della RSFS Russa.
Con la nascita dell'Unione Sovietica, il 30 dicembre 1922, il I Congresso dei Soviet elesse il Comitato esecutivo centrale dell'URSS, diviso in due camere e, come previsto dal Trattato di fondazione, composto complessivamente da 371 membri, tra i quali figuravano i Presidenti dei CEC repubblicani, Kalinin, Petrovskij, Červjakov e Narimanov.
Nel 1924 il ruolo del CEC fu confermato dalla Costituzione, che prevedeva un numero complessivo di 414 membri delle due camere,Costituzione dell'URSS 1924, art. 14. L'attività del Comitato esecutivo centrale dell'URSS cessò nel gennaio 1938, con la formazione dei nuovi organismi previsti dalla Costituzione del 1936.

## Composizione
Il Comitato esecutivo centrale dell'URSS era suddiviso in due camere, il Soviet dell'Unione e il Soviet delle Nazionalità. Il primo veniva eletto dal Congresso dei Soviet dell'URSS per un totale di 414 membri, mentre il secondo era formato da cinque rappresentanti per ogni Repubblica federata o autonoma e uno per ogni Repubblica autonoma della RSFS Russa ed altre Repubbliche autonome espressamente indicate in Costituzione. Il CEC si riuniva in seduta ordinaria tre volte l'anno e in sedute straordinarie convocate dal suo Presidium su richiesta di uno dei Presidium delle due camere o del CEC di una Repubblica federata.
I progetti di legge esaminati dal CEC richiedevano l'approvazione di entrambe le camere, e in caso di disaccordo interveniva un'apposita commissione di conciliazione da esse formata, oppure la questione veniva rimessa alle sedute comuni del Comitato esecutivo centrale o a una sessione del Congresso dei Soviet.
Negli intervalli tra due riunioni del CEC, organo del potere legislativo, esecutivo e amministrativo era il Presidium del Comitato esecutivo centrale dell'URSS, eletto dalle camere in seduta comune per un totale di 21 membri, tra cui i 14 componenti (sette ciascuno) del Presidium del Soviet dell'Unione e di quello del Soviet delle Nazionalità.
I Presidenti del Comitato esecutivo centrale erano eletti in numero pari al numero di Repubbliche federate, pertanto furono inizialmente quattro, in rappresentanza di RSFS Russa, RSS Ucraina, RSS Bielorussa e RSFS Transcaucasica, ed arrivarono a sette con l'ingresso nell'URSS di RSS Turkmena, RSS Uzbeka e RSS Tagica.

### Presidenti del CEC dell'URSS
- Michail Kalinin (30 dicembre 1922 - 19 luglio 1938) per la RSFS Russa
- Grigorij Petrovskij (30 dicembre 1922 - 12 gennaio 1938) per la RSS Ucraina
- Aleksandr Červjakov (30 dicembre 1922 - 16 giugno 1937) per la RSS Bielorussa
- Nariman Narimanov (30 dicembre 1922 - 19 marzo 1925) per la RSFS Transcaucasica
- Gazanfar Musabekov (21 maggio 1925 - giugno 1937) per la RSFS Transcaucasica
- Nedirbaj Ajtakov (21 maggio 1925 - 21 luglio 1937) per la RSS Turkmena
- Fajzulla Chodžaev (21 maggio 1925 - 17 giugno 1937) per la RSS Uzbeka
- Nusratullo Maksum Lutfulaev (18 marzo 1931 - 4 gennaio 1934) per la RSS Tagika
- Abdullo Rachimbaev (4 gennaio 1934 - settembre 1937) per la RSS Tagika

Gazanfar Musabekov, Nedirbaj Ajtakov, Fajzulla Chodžaev, Nusratullo Maksum Lutfulaev e Abdullo Rachimbaev sono stati vittime delle purghe staliniane, mentre Aleksandr Červjakov morto suicida nel corso del 16º congresso del Partito Comunista della Bielorussia, probabilmente preferì suicidarsi per non cadere vittima delle purghe staliniane, dopo che, durante il congresso, era stato duramente criticato per sforzi insufficienti nello sterminio dei "nemici del popolo".